# Том Рогич
Томас «Том» Петер Рогич (англ. Tomas Petar Rogić, нар. 16 грудня 1992, Гриффіт, Австралійська столична територія, Австралія) — австралійський футболіст, півзахисник клубу «Вест-Бромвіч Альбіон» та національної збірної Австралії.
Триразовий чемпіон Шотландії. Дворазовий володар Кубка шотландської ліги. Володар Кубка Шотландії.

## Клубна кар'єра
У дорослому футболі дебютував 2011 року виступами за команду клубу «Бельконнен», в якій провів жодного сезонів, взявши участь лише у 4 матчах чемпіонату. Відзначався надзвичайно високою результативністю, забиваючи в іграх чемпіонату в середньому більше одного голу за матч.
Протягом 2012—2013 років захищав кольори команди клубу «Сентрал-Кост Марінерс».
Своєю грою за останню команду привернув увагу представників тренерського штабу клубу «Селтік», до складу якого приєднався 2013 року.
Протягом сезону 2014 на правах оренди захищав кольори команди клубу «Мельбурн Вікторі».

## Виступи за збірні
2012 року дебютував в офіційних матчах у складі національної збірної Австралії.
У складі збірної був учасником розіграшу Кубка конфедерацій 2017 року у Росії.

## Титули і досягнення
- Чемпіон Шотландії:

«Селтік»: 2014–2015, 2015–2016, 2016–2017, 2017–2018, 2018–2019, 2019–2020, 2021–2022
- Володар Кубка шотландської ліги:

«Селтік»: 2014–2015, 2016–2017, 2017–2018, 2018–2019, 2019–2020, 2021–2022
- Володар Кубка Шотландії:

«Селтік»: 2016–2017, 2017–2018, 2018–2019, 2019–2020